# Eclissi solare del 20 maggio 1947
L'eclissi solare del 20 maggio 1947 è un evento astronomico che ha avuto luogo il suddetto giorno attorno alle ore 13.47 UTC.
L'eclissi, di tipo totale, è stata visibile in alcune parti del Sud America (Argentina, Brasile, Cile e Paraguay) e dell'Africa.
L'eclissi del 20 maggio 1947 è stata la prima eclissi solare nel 1947 e la 110ª nel XX secolo. La precedente eclissi solare ebbe luogo il 23 novembre 1946, la seguente il 12 novembre 1947.
La durata della fase massima dell'eclissi è stata di 5 minuti e 13 secondi e l'ombra lunare sulla superficie terrestre raggiunse una larghezza di 196 km; Il punto di massima totalità è avvenuto in mare lontano da qualsiasi terra emersa.

## Osservazioni a fini scientifici
La Royal Astronomical Society of Canada (RASC) ha inviato alcune squadre di osservazione in Brasile, presso la regione di Araxá.
Tuttavia, la mattina dell'eclissi solare totale, il cielo era coperto a sprazzi da nuvole, che si sono diradate solo nel primo pomeriggio quando l'evento era terminato da poco, verso mezzogiorno. Sono stati effettuati studi sulla luminosità e sul vento. Radioastronomi australiani pianificarono una spedizione in Brasile a fini divulgativi della materia ma la strumentazione necessaria che dovette essere trasportata arrivò in ritardo vanificando gli intenti.
Il gruppo sovietico completò con successo le osservazioni radio effettuate sempre in Brasile.

## Eclissi correlate

### Eclissi solari 1946 - 1949
Questa eclissi è un membro di una serie semestrale. Un'eclissi in una serie semestrale di eclissi solari si ripete approssimativamente ogni 177 giorni e 4 ore (un semestre) in nodi alternati dell'orbita della Luna.

### Ciclo di Saros 127
L'evento fa parte del ciclo di Saros 127, che si ripete ogni 18 anni, 11 giorni, contenente 82 eventi. La serie iniziò con un'eclissi solare parziale il 10 ottobre 991 d.C. Contiene eclissi totali dal 14 maggio 1352 al 15 agosto 2091. Non ci sono eclissi anulari in questa serie. La serie termina al membro 82 con un'eclissi parziale il 21 marzo 2452. La durata più lunga della totalità è stata di 5 minuti e 40 secondi il 30 agosto 1532. Tutte le eclissi di questa serie si verificano nel nodo ascendente della Luna.